# Mont Lozère et Goulet
Mont Lozère et Goulet ist eine französische Gemeinde mit 1.107 Einwohnern (Stand: 1. Januar 2022) im Département Lozère in der Verwaltungsregion Okzitanien. 
Sie entstand als Commune nouvelle mit Wirkung vom 1. Januar 2017 durch die Zusammenlegung der bisherigen Gemeinden Bagnols-les-Bains, Belvezet, Chasseradès, Le Bleymard, Mas-d’Orcières und Saint-Julien-du-Tournel, die seither alle über den Status einer Commune déléguée verfügen.

## Gliederung
| Ortsteil                      | ehemaliger INSEE-Code | Fläche (km²) | Einwohnerzahl zum 1. Januar 2022 |
| ----------------------------- | --------------------- | ------------ | -------------------------------- |
| Le Bleymard (Verwaltungssitz) | 48027                 | 16,36        | 389                              |
| Bagnols-les-Bains             | 48014                 | 02,40        | 257                              |
| Belvezet                      | 48023                 | 12,39        | 085                              |
| Chasseradès                   | 48040                 | 61,93        | 152                              |
| Mas-d’Orcières                | 48093                 | 36,56        | 0110                             |
| Saint-Julien-du-Tournel       | 48164                 | 36,57        | 114                              |

## Lage
Die Nachbargemeinden sind:
- Allenc, Montbel, Saint-Frézal-d’Albuges, Cheylard-l’Évêque und Luc im Norden
- La Bastide-Puylaurent und Prévenchères im Osten
- Altier und Cubières im Südosten
- Pont de Montvert - Sud Mont Lozère im Süden
- Les Bondons, Saint-Étienne-du-Valdonnez im Südwesten
- Lanuéjols und Chadenet im Westen

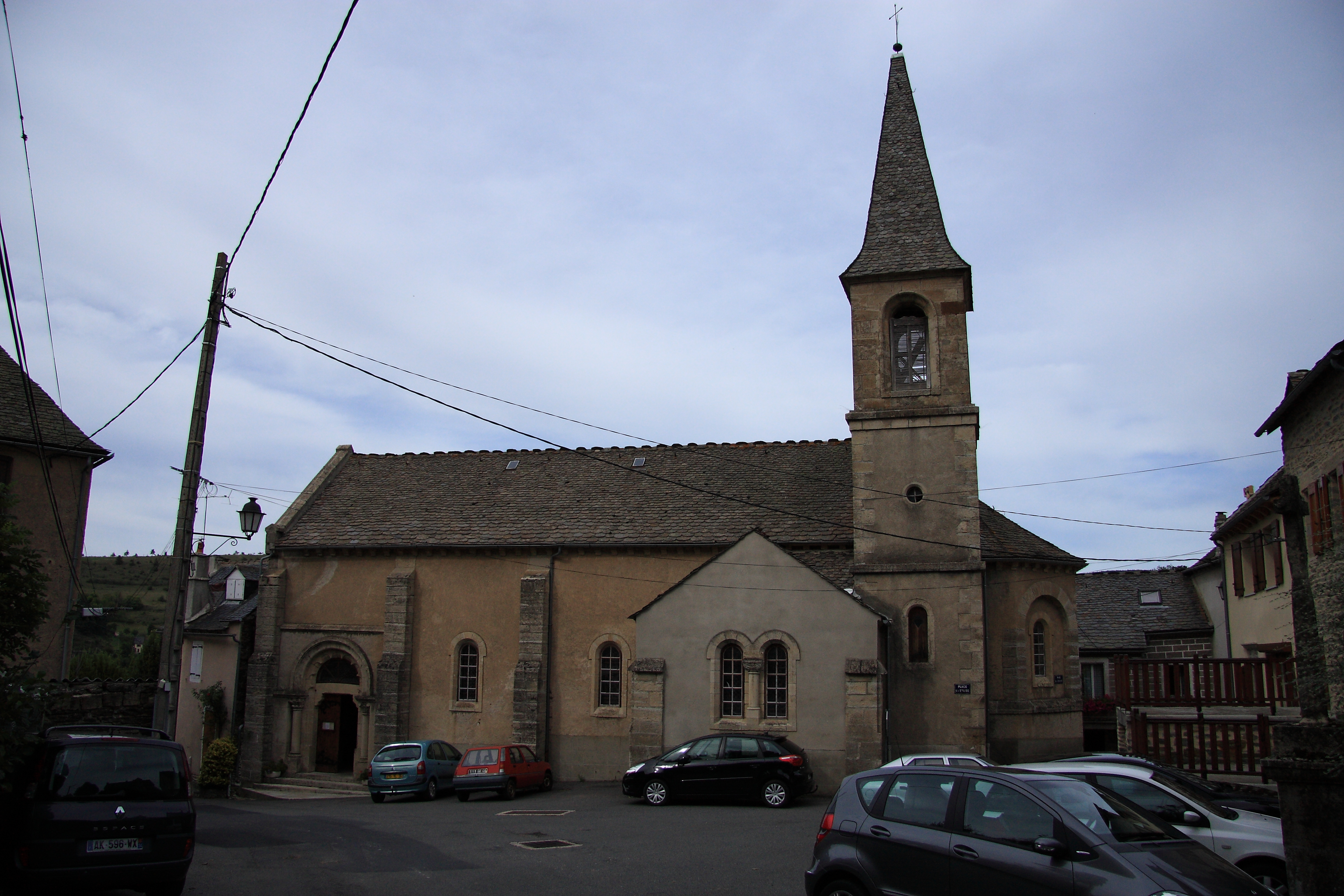
Kirche Sainte-Enimie
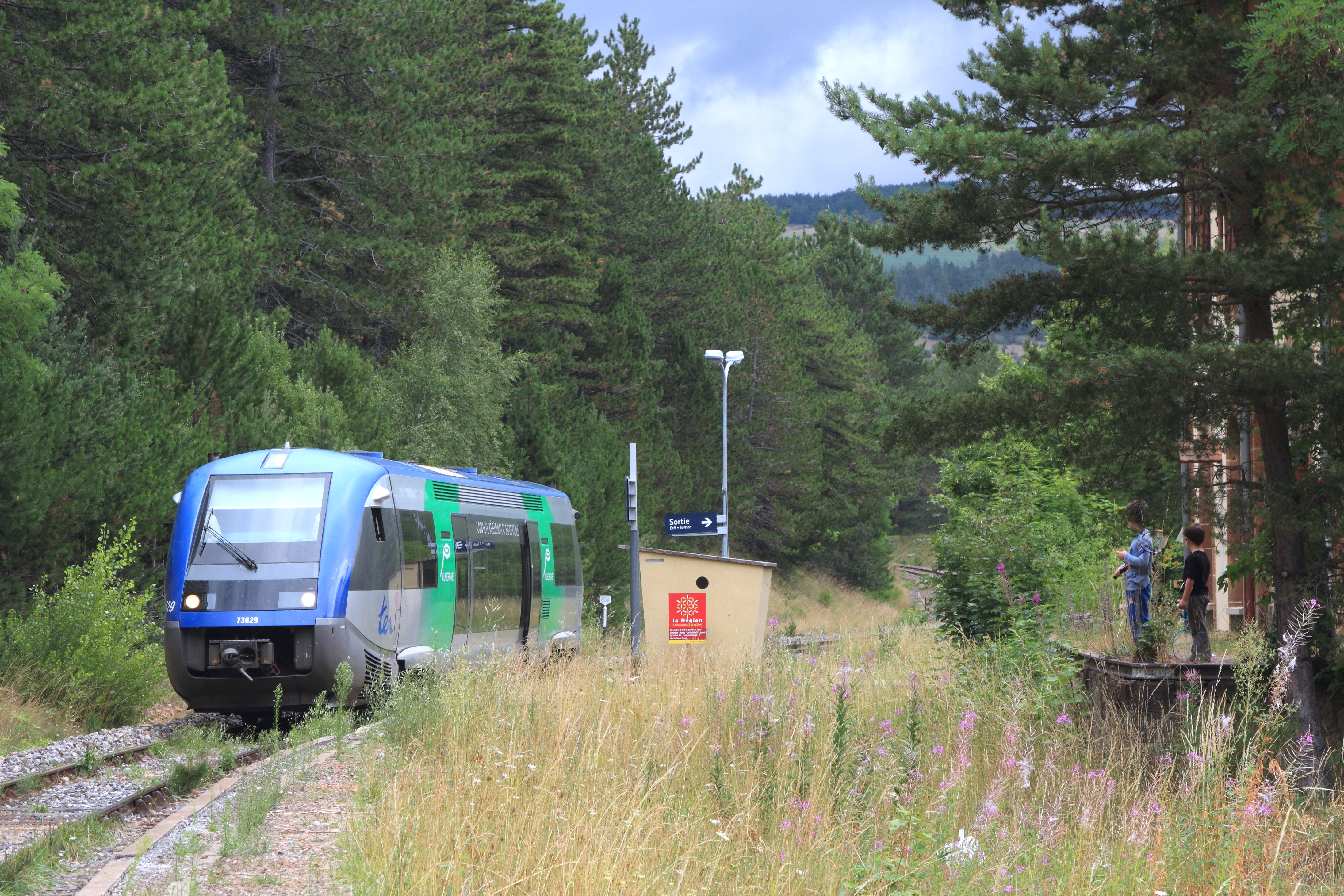
Bahn-Haltepunkt Bagnols-Chadenet
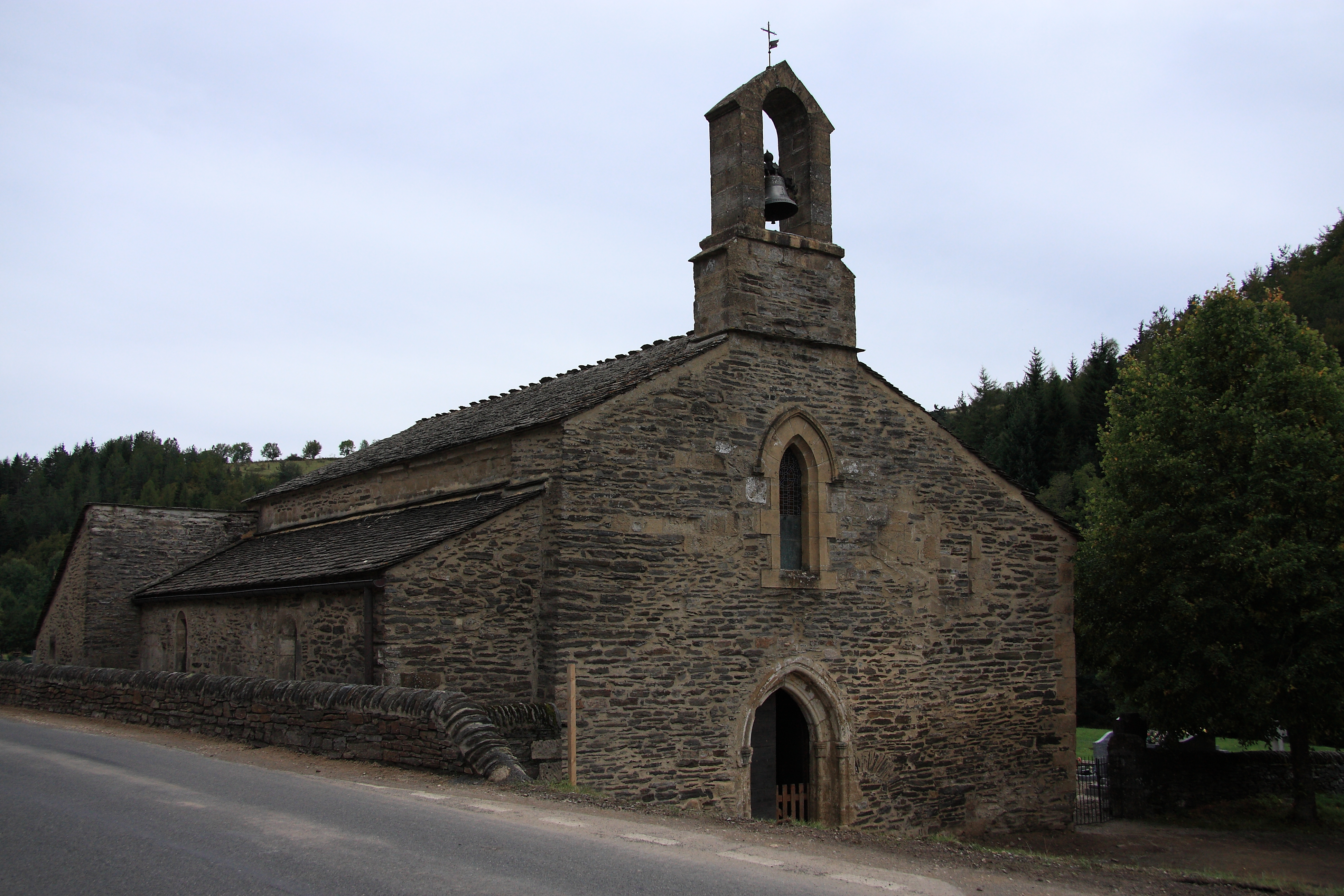
Die Kapelle Saint-Jean-du-Bleymard in Le Bleymard, Monument historique
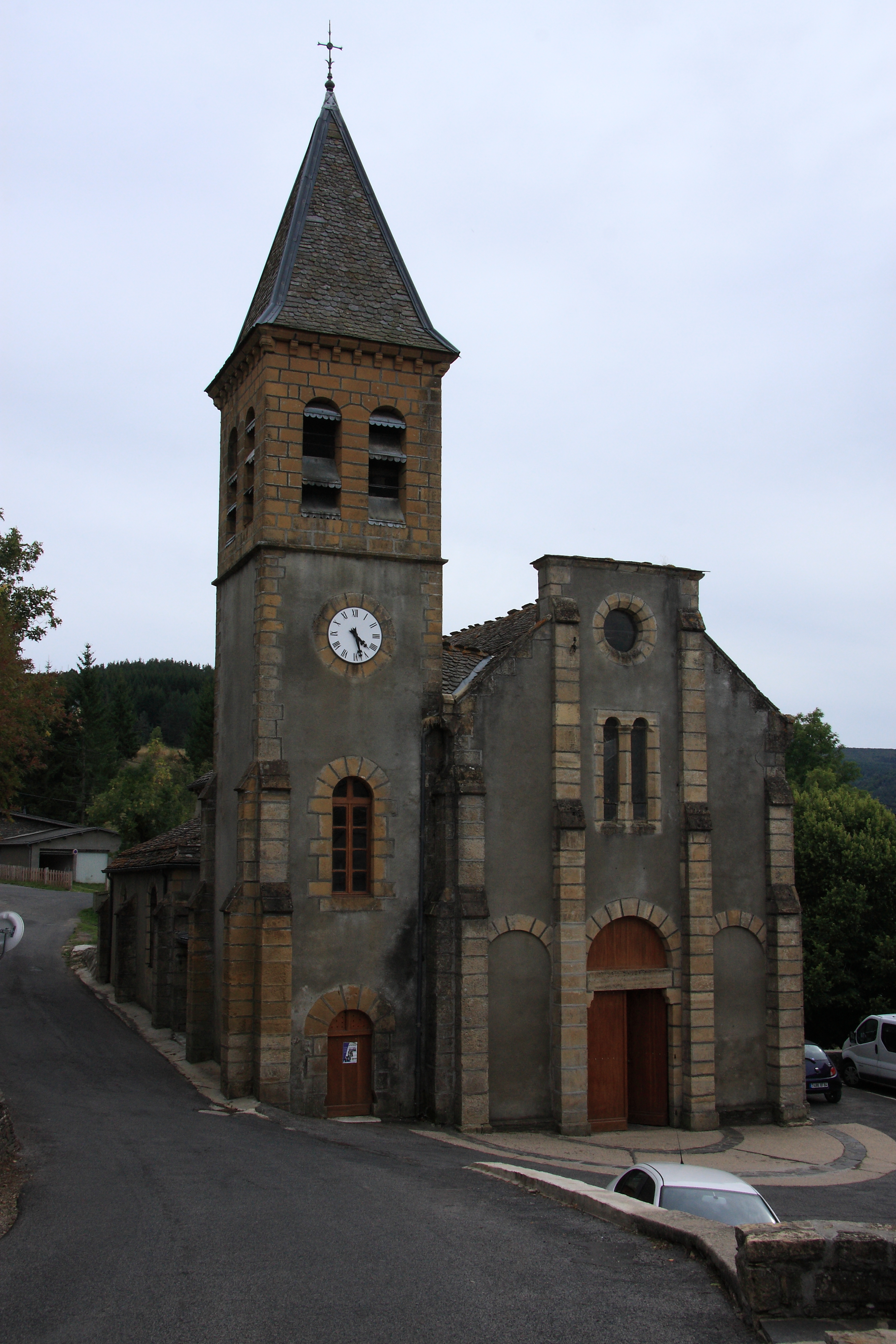
Kirche Saint-Jean-Baptiste in Le Bleymard
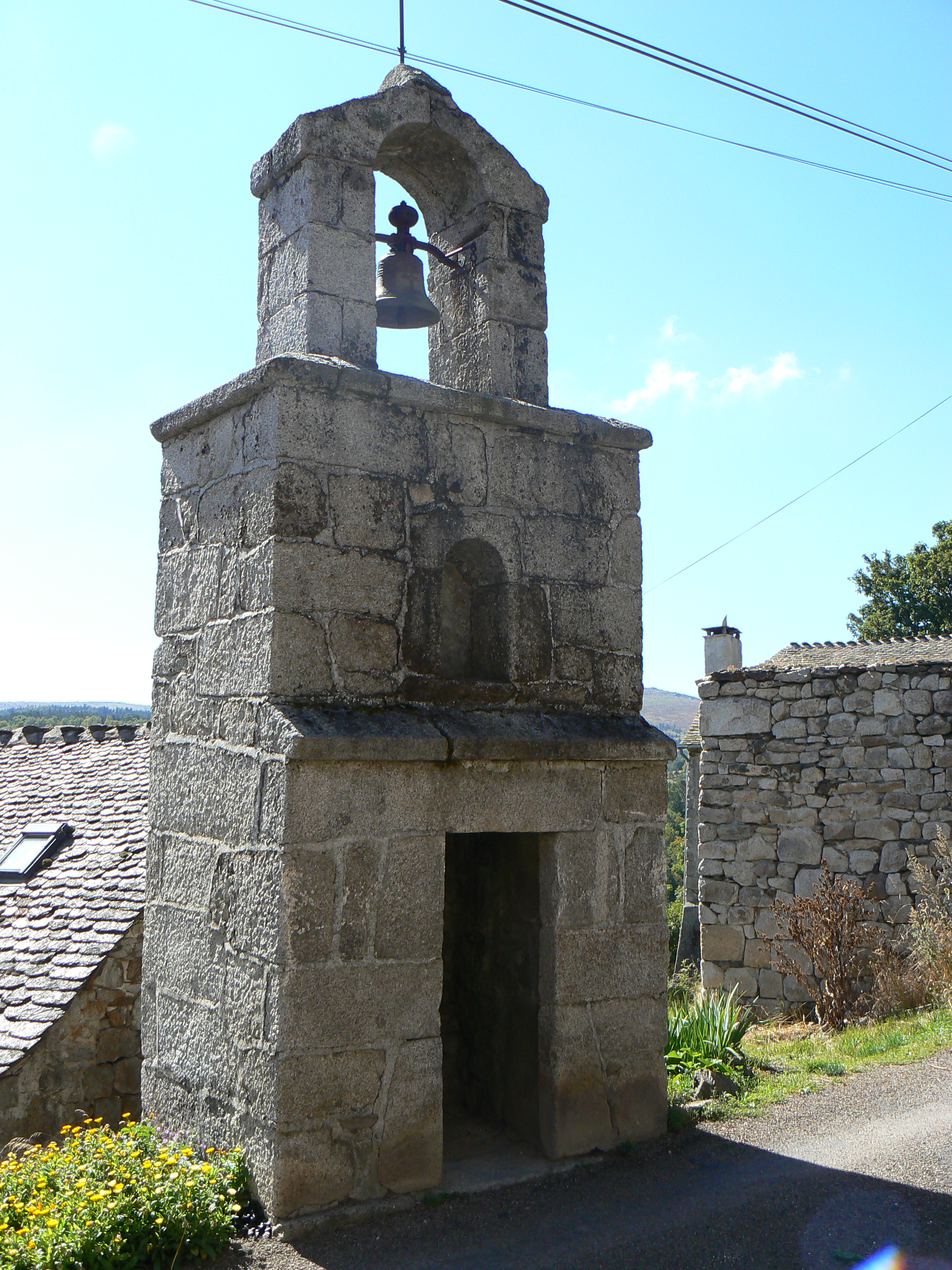
Kirchturm in Mas-d’Orcières, Monument historique
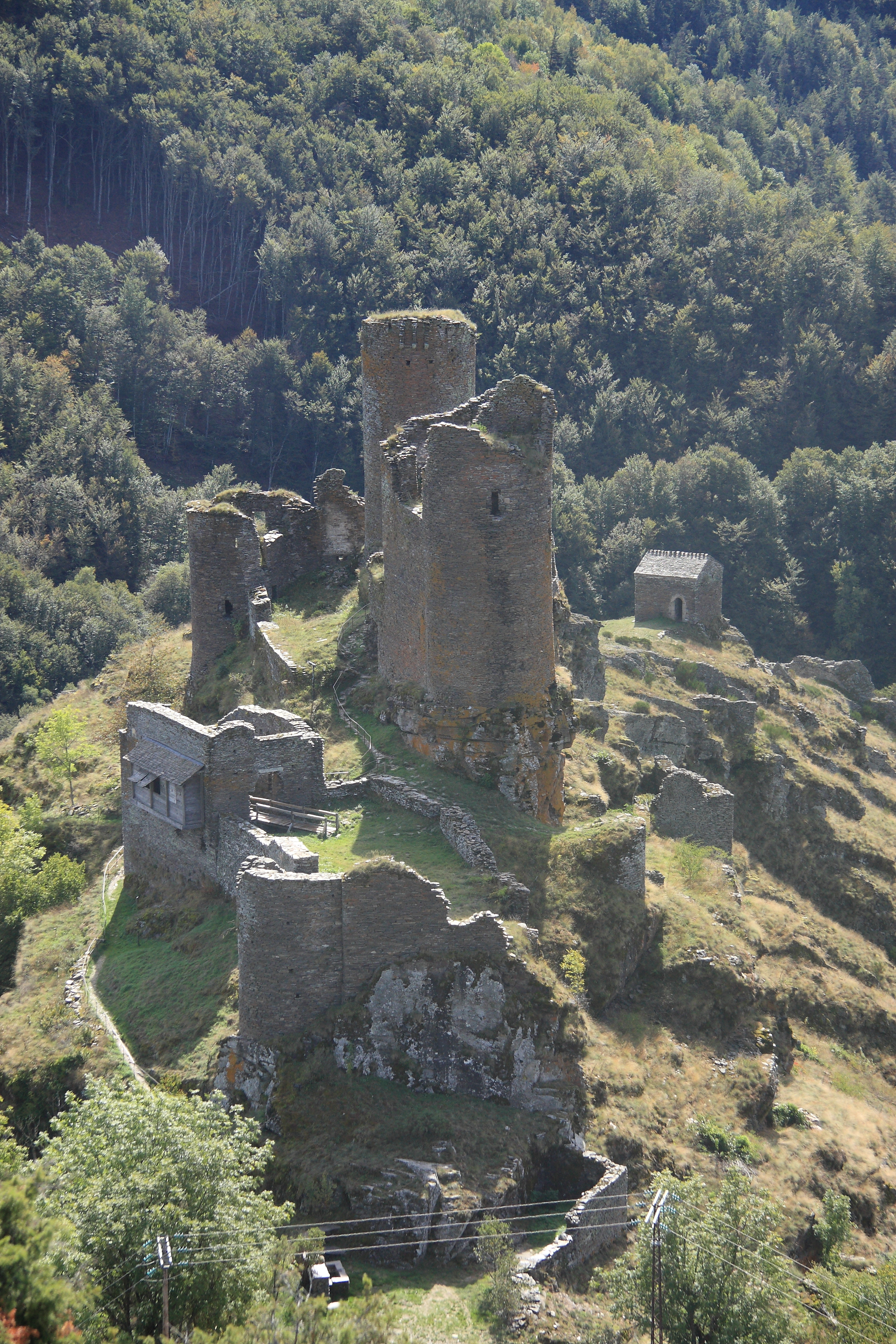
Burgruine von Saint-Julien-du-Tournel